# Samoa (Schiff, 1886)
Die Samoa war eine britische, später norwegische Dreimastbark, die im Ersten Weltkrieg durch ein deutsches U-Boot versenkt wurde.

## Bau und technische Daten
Das Schiff lief am 1. Dezember 1886 mit der Baunummer 141 auf der Werft Cartsdyke West von Russell & Co. in Greenock am Clyde in Schottland für die Island Line der Peter Denniston & Co. in Glasgow vom Stapel. Der Frachtsegler mit eisernem Rumpf war 65,4 m lang und 10,7 m breit und war mit 1138 BRT bzw. 1109 NRT vermessen; eine Neuvermessung im Jahre 1892 ergab nur noch 1054 NRT.

## Schicksal
Für die erst kurz zuvor gegründete Island Line segelte das Schiff von Glasgow nach Honolulu in dem damals noch unabhängigen Königreich Hawaiʻi und zu Häfen an der nordamerikanischen Westküste.
Im Mai 1909 wurde die Samoa an Rudolf Hansen in Kristiansand, Norwegen, verkauft, der sie bis August 1916 durch seine A/S Samoa bereederte. Im August 1916 kauften Jacobsen & Thon aus Fredrikstad das Schiff und ließen es durch ihre Skips-A/S Samoa in Kristiansand bereedern.
Am 14. Juni 1918 wurde die Samoa, mit einer Ladung Kupfererz auf der Fahrt von Walvis Bay in Südafrika (heute Namibia) nach Perth Amboy (New Jersey, USA) unter Kapitän P. C. Dahl, vor der US-amerikanischen Küste vor Virginia etwa auf der Position 37° 18′ N, 72° 6′ W von dem deutschen U-Boot U 151 (Korvettenkapitän Heinrich von Nostitz und Jänckendorff) aufgebracht und nach teilweiser Übernahme der Kupferladung durch Geschützfeuer versenkt. Der Besatzung wurde Zeit gegeben, in die Boote zu gehen, und es gab keine Toten.